# Stornåda
Christina Lovisa von Hofsten, ursprungligen Geijer, känd som Stornådan, regionalt uttal Stornåda, även Stornåda' på Valåsen, född 1762, död 1821, var en mytomspunnen kvinna i Karlskoga socken.
Stornådan var dotter till Johan Eberhard Geijer på Bofors bruk och Anna Fredrika Löfman, samt gift med brukspatron Bengt von Hofsten. Även om Stornådan inte hade några direkta förpliktelser gentemot socknen, var hon viktig i den meningen att hon genom symbolhandlingar gav uttryck för brukspatronens familjs betydelse för socknens väl och ve.
Stornådan, som enligt traditionen var en bestämd dam, och beskrevs som "myndig och originell", skänkte bland annat ett golvur till Karlskoga kyrka eftersom hon ville ha koll på om predikotiden var tillräckligt lång. Hon gravsattes på Österplana kyrkogård.